# Marilena Pasquali
Marilena Pasquali (Bologna, 1949) è una storica dell'arte, critica d'arte contemporanea ed esperta di gestione dei musei italiana.

## Biografia
A questa studiosa laureata a Bologna si deve l’apertura del Museo dedicato a  Giorgio Morandi. È infatti grazie al rapporto di grande stima e fiducia instauratosi con la sorella superstite del maestro, Maria Teresa, che si perfezionò la donazione di un gran numero di opere (circa 150) di Morandi al Comune di Bologna. Nucleo di opere che consentì l'apertura del Museo dedicato al maestro nel cuore della città. Successivamente, sia come responsabile del Museo, sia nel periodo seguente alle sue dimissioni ha promosso e curato un grande numero di mostre dedicate a Morandi in Italia e all'estero (tra cui quelle di Londra, Madrid, San Pietroburgo, Tokio, Vienna, Rotterdam, Düsseldorf, New York) che hanno contribuito alla conoscenza dell'opera di Morandi e all'unanime riconoscimento del pittore italiano come uno dei maggiori artisti del Novecento.
Nel 1993 Marilena Pasquali fonda a Bologna il Museo Morandi e lo  dirige fino al 2001. Nel novembre dello stesso anno 2001 fonda il Centro Studi Giorgio Morandi, volto alla diffusione della conoscenza dell'arte del maestro bolognese, e ne diviene Presidente. È altresì Presidente del Comitato per il Catalogo Morandi, che si occupa del riconoscimento delle opere dell'artista non ancora presenti nei suoi Cataloghi Generali. Del maestro bolognese ha curato inoltre i carteggi con Giacomo Manzù, Mino Maccari, Cesare Brandi, Carlo Ludovico Ragghianti, Leone Piccioni
Ha curato, inoltre, mostre, cataloghi e pubblicazioni dedicate, oltre che a Morandi, a molti altri importanti artisti del '900 e contemporanei, quali Paul Klee, Alberto Giacometti, Zoran Mušič, Gina Pane, Jean-Michel Folon, Daniel Spoerri, Carlo Carrà, Mario Sironi, Filippo de Pisis, Mario Tozzi, Arturo Nathan, Lucio Fontana, Enrico Baj, Mimmo Rotella, Toti Scialoja, Tullio Pericoli, Girolamo Ciulla, Nino Migliori, Piero Guccione, Renata Boero, Tano Pisano, Bertozzi &Casoni, Niki de Saint Phalle. 
Nel 2005 progetta, cura e organizza a Firenze la grande mostra di Jean-Michel Folon a Forte di Belvedere, con la collaborazione di Fabio Mochi dello Studio Noè. Sei anni dopo,nel settembre del 2011, da questa mostra nasce l'esposizione permanente delle sculture di Folon nel Giardino delle Rose, sempre a Firenze, di cui Marilena Pasquali cura la progettazione e l'installazione.
Negli anni successivi cura diverse mostre tra cui: a Lucca (Fondazione Ragghianti, 2007, "L'alibi dell'oggetto"), Fermo (Palazzo dei Priori, 2011, "Licini Morandi. Divergenze parallele"), Montelupo Fiorentino (Museo della Ceramica, 2012, "Verso Oriente e ritorno"), Bruxelles (Fondation Folon, 2015,"Folon, agence de voyages imaginaires").Nella primavera 2022, cura per la Galleria Mattia De luca di Roma la mostra "Giorgio Morandi. Il tempo sospeso" e per il Musei Vaticani, assieme a Micol Forti e Stéphanie Angelroth, la mostra "Folon. L'etica  della poesia".Nel settembre 2024 cura a New York assieme a Mattia De Luca la grande mostra "Giorgio Morandi. Time Suspended part II"
Continua è anche l'attività di divulgazione nell'ambito dell'arte moderna, della museografia e su Giorgio Morandi. In particolare, gli otto cicli di conferenze alla sala dello Stabat Mater dell'Archiginnasio di Bologna, dal 2007 al 2014; le relazioni alle giornate di studio dell'Associazione AITART (associazione degli archivi d'artista di cui è vice presidente) dal 2013 in poi; gli interventi a due convegni della Scuola Normale di Pisa nel 2015 e nel 2016; e conferenze sull'arte morandiana all'Accademia Nazionale di San Luca, a Roma (2015-2017), al Museo del '900 a Milano e al Gabinetto Vieusseux di Firenze (2017).
Nel 2017 ottiene assieme a Vittorio Rubiu Brandi il premio "Vittoria Aganoor Pompilj" per il volume "Cesare Brandi. Credi al mio pessimo e tenerissimo carattere. Lettere 1930-1983".
Il 2018 e il 2019 sono caratterizzati da importanti impegni in Europa e in Italia. Tra gli altri: la partecipazione con un saggio alla mostra di Zoran Music al Leopold Museum di Vienna e la conferenza per il Principato di Monaco sull'arte di Jean Michel Folon, conversazione ripresa anche a Saint Paul-de-Vence; la relazione su Casa Morandi al convegno "Spazi eloquenti" organizzato a Palazzo Reale dal Politecnico di Milano.
Nel 2020, durante la pausa imposta da COVID19, scrive il saggio "Il segno del disinganno. La Grande Guerra, gli artisti e la perdita delle illusioni" pubblicato sulla rivista LUK della Fondazione Ragghianti e il testo introduttivo alla mostra "Folon.Sculptures" che si tiene a Bruxelles.
Nel 2021 cura il Catalogo Ragionato dei disegni di Arturo Nathan e scrive uno dei capitoli del manuale del "Corso per Curatore d'archivio d'artista" di Ait.Art.
Nel 2022 cura la mostra "Morandi.Il tempo sospeso" presso la Galleria di Mattia De Luca a Roma (catalogo: Skira, 2023).
Nel 2024 cura la nuova ricchissima mostra "Morandi. Time Suspended. Part II" presso lo spazio di Mattia De Luca a New York (catalogo: Allemandi, 2025).
Dal 2023 al 2025 si dedica anche alla scrittura della prima biografia approfondita di Giorgio Morandi: "Morandi vivo. Vita e pensiero di un artista" pubblicato nel 2025 dalla casa editrice Gli Ori. 

## Opere principali
- Dino Boschi: gli anni della formazione, Casalecchio di Reno, Grafis, 1982
- Catalogo ragionato generale dei dipinti di Mario Tozzi, testi di Achille Bonito Oliva, Pierre Restany, Marilena Pasquali, Milano, G. Mondadori, 1988
- Giorgio Morandi, Milano, Electa, 1989
- Morandi, Firenze, Giunti, 1990
- Morandi: acquerelli: catalogo generale, a cura di Marilena Pasquali, Milano, Electa, 1991
- Davide Orler, opere 1949-2000 ed. Terraferma, a cura di Marilena Pasquali, 2003
- Morandi: il suo ambiente, il suo paesaggio, Firenze, Noèdizioni, 2004
- Nino Migliori: Muri – Tempo Gesto Segno a cura di Marilena Pasquali, Damiani, Bologna, 2004
- Guida ragionata alla Raccolta Lercaro, Vicenza, Banca Intesa, 2005
- Giorgio Morandi: saggi e ricerche 1990-2007, Firenze, Noèdizioni, 2007
- Attorno a un'opera di Morandi, Trieste, Edizioni Torbandena, 2010
- Cesare Brandi:Morandi, a cura di Marilena Pasquali, Pistoia, Gli Ori, 2008
- Tre voci: C.L.Ragghianti, C.Gnudi, G.Morandi a cura di Marilena Pasquali e S.Bulgarelli, Pistoia, Gli Ori, 2010
- Cesare Brandi - Giuseppe Raimondi: lettere 1934-1945 a cura di Marilena Pasquali e M.Antonio Bazzocchi, Pistoia. Gli Ori, 2011
- Licini Morandi. Divergenze parallele Pistoia, Gli Ori, 2011
- Verso Oriente e Ritorno Firenze, Noèdizioni, 2012
- “Cromogrammi” di Renata Boero a Prato, Cambi, 2012
- Arturo Nathan. Capolavori da una collezione privata, Trieste, Edizioni Torbandena, 2015
- Giorgio Morandi. Catalogo Generale. Opere catalogate tra il 1985 e il 2016, Pistoia, Gli Ori, 2016
- Cesare Brandi.Credi al mio pessimo e tenerissimo carattere.Lettere 1930-1981 a cura di V. Rubiu Brandi e M. Pasquali, Roma, Castelvecchi, 2017
- Marilena Pasquali. Giorgio Morandi. Il sentimento delle cose. Pistoia, Gli Ori, 2019
- con Giancarlo De Maria, Cari amici-30 quadri per un'epidemia. Pistoia, Gli Ori, 2020
- Io testimone.La nascita Museo Morandi. Firenze, Studio Noè, 2021
- Morandi e Montale. Un intrecciarsi di piani poetici, Roma, Succedoggi Libri, 2022
- Morandi vivo. Vita e pensiero di un artista, Pistoia, Gli Ori, 2025